# 三津駅
三津駅（みつえき）は、愛媛県松山市三杉町にある伊予鉄道高浜線の駅である。駅番号はIY04。
衣山駅・古町駅と共に高浜線の交通結節点に指定されている主要駅で、駅前にはループバスが乗り入れている。

## 歴史
当駅は古町駅・松山市駅とともに、四国で最初に開設された鉄道駅の一つである。しばしば「四国最初の駅」とされる丸亀駅・多度津駅・善通寺駅・琴平駅よりも開業は早い。伊予鉄道発足当初は当駅が終点であった。
夏目漱石の小説『坊っちゃん』では、四国に着いた「坊っちゃん」はこの駅（三津停車場）から「マッチ箱のような汽車」と表現した「坊っちゃん列車」に乗っている。

### 年表
- 1888年（明治21年）10月28日：開業[3]。
- 1964年（昭和39年）7月16日：当駅 - 山西駅間の再複線化に伴い、駅本屋側に高浜方面行の上り本線（1番線）を設置。それまでの上り本線（2番線）は当駅折り返し用の上下本線となった。さらに山西駅方面に渡り線が設置された[3]。
- 1990年（平成2年）以前：2番線を撤去[3]。
- 2009年（平成21年）2月5日：三代目駅舎が竣工。

## 駅構造
島式ホーム1面と単式ホーム1面を組み合わせた2面2線を持つ地上駅で有人駅。かつては2面3線の形態であったが、3代目駅舎建て替え時に島式ホームを拡張し、単式ホームと同じ線路に面する現在の構造に変更された。単式ホームは通常は閉鎖されており、三津浜花火大会などで臨時使用される。
高浜線において人身事故や信号トラブルなどが発生した場合、当駅または古町駅での折り返し運転を実施する。

### のりば
| 番線 | 路線    | 行先                     |
| ---- | ------- | ------------------------ |
| 1    | ■高浜線 | 高浜・（松山観光港）方面 |
| 2    | ■高浜線 | 衣山・松山市方面         |
| 3    | ■高浜線 | 降車専用（臨時使用）     |

### 駅舎の改築
旧三津駅舎は老朽化していることに加え、耐震性強化やバリアフリー対応、さらに駅前広場にバスの乗り入れを可能とする改良工事の必要性が高かった。
そのため、伊予鉄道では当駅を交通結節点に指定し改築工事を計画したが、歴史的価値の高い旧駅舎の保存を求める声が付近の住民を中心に高まり、一時は旧駅舎の保存を求める署名が2500名分集まる住民運動に発展した。
2005年（平成17年）6月、伊予鉄道・地元住民と松山市、それに学識経験者などをメンバーとした「三津駅舎検討ワークショップ」が発足し、同年12月に「現駅舎のイメージを残して改築」という方向で合意した。建築基準法や駅前広場の整備との関係で保存が困難であったことが要因である。
その後、伊予鉄道は2007年（平成19年）5月の「検討ワークショップ」で改築プランを公開し、2008年（平成20年）夏に始まった改良改築工事を経て、2009年（平成21年）2月5日に新駅舎が完成した。

#### 初代駅舎
初代駅舎は、開業時から昭和初期（昭和3年頃）まであったとされる。このことは、当時の三津浜町役場が作成した『三津の面影』（昭和4年刊行、昭和3年執筆著書）に掲載されている写真により推測されている。

#### 2代目駅舎
2008年（平成20年）に解体された旧駅舎は、昭和初期の建築とされ（建築年不詳）、アール・ヌーヴォー風のエントランスや半木骨造と呼ばれる独特の建築様式が利用者や市民に親しまれていた。1931年（昭和6年）頃に高浜線が全線電化・複線化され、この頃の建築とする説がある。

#### 3代目駅舎
2008年（平成20年）4月から工事を始め、2009年（平成21年）2月5日に竣工した。総工費2億800万円。建築面積約120平方メートル。従来の西口に加え、東口を新設。トイレの水洗化および多目的トイレの設置など、全体的にバリアフリー化が図られている。
屋根は木造トラス架構で妻壁もすべて木造とし、床から3.5メートルまでの壁は鉄筋コンクリート造の混構造。室内は柱が無く、前駅舎より二回りほど小さくなった。白壁は漆喰仕上げ。壁面は色付き撥水剤仕上げのコンクリート打放し、杉小幅板による下見板張を型枠とし、駅名板は旧看板に用いられていた書体を使用。ステンドグラスは三津浜の花火をモチーフとする1枚ガラスで、本式のジョイントと同じ鉛線を両面に配し、立体感を出している。トラス架構は三津交流館の高窓部分に構造の一部が現れている。コンクリート壁上部と屋根の間にガラス連窓を入れ、夜間は内部の照明により屋根が浮遊する様なイメージとなっている。
前駅舎の存続を希望する声に配慮して、前駅舎の木材を一部利用したり、デザインの特徴であったアール・ヌーヴォー風のエントランスなど、2代目駅舎の雰囲気を残す建物となっている。

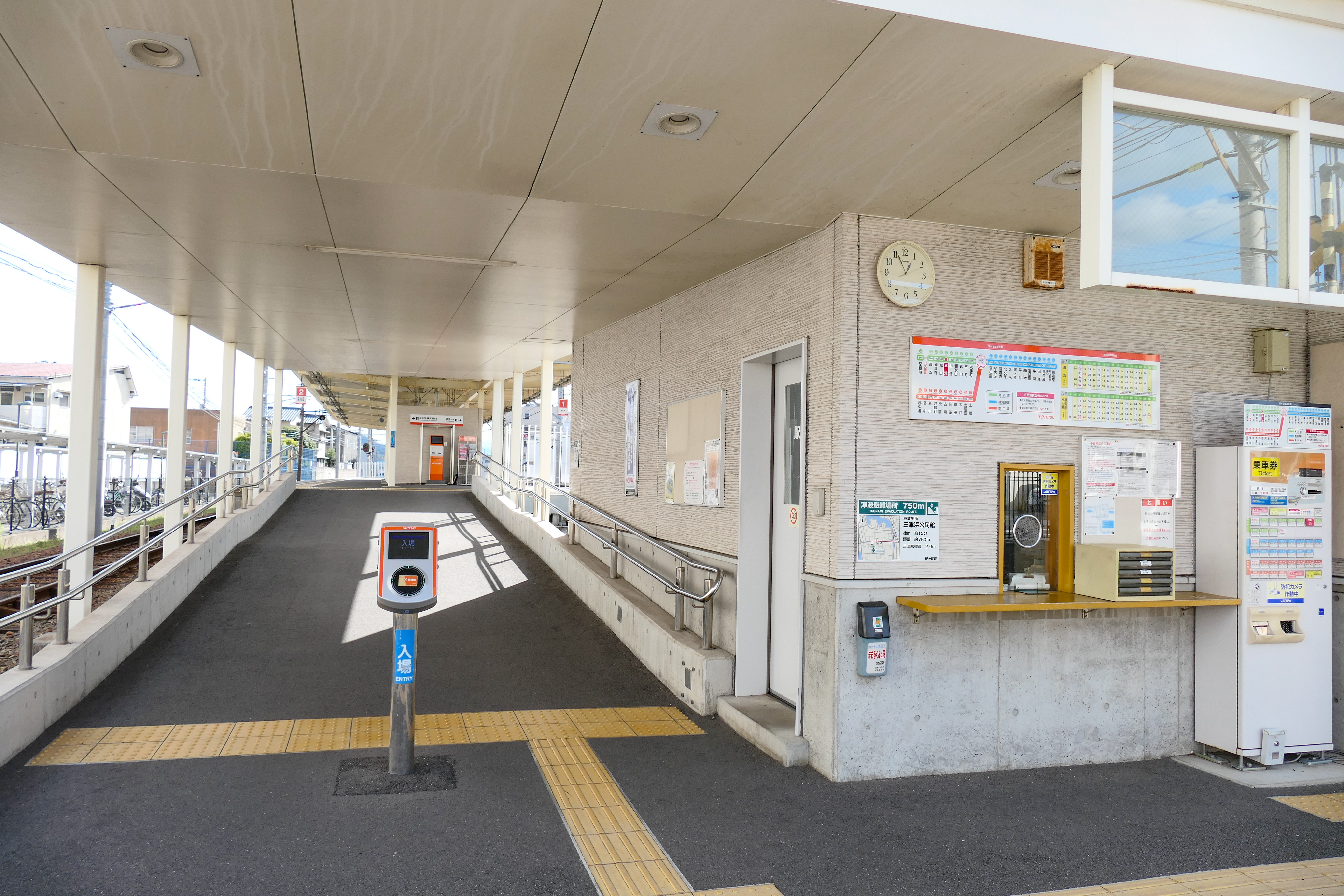
改札口
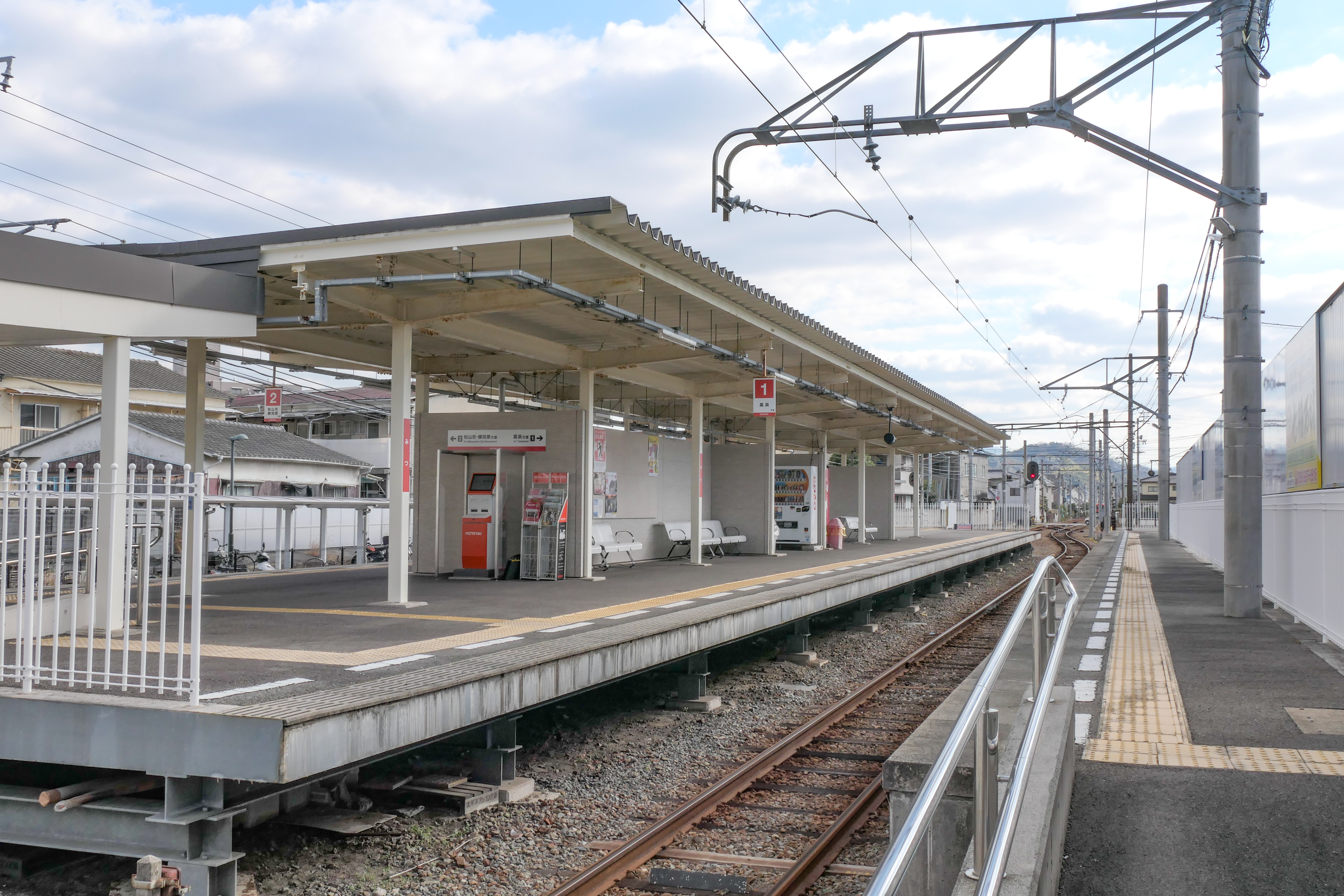
ホーム
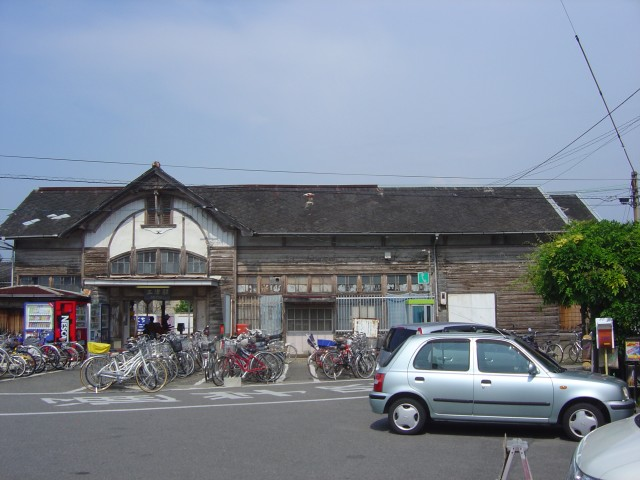
旧駅舎正面（西口）
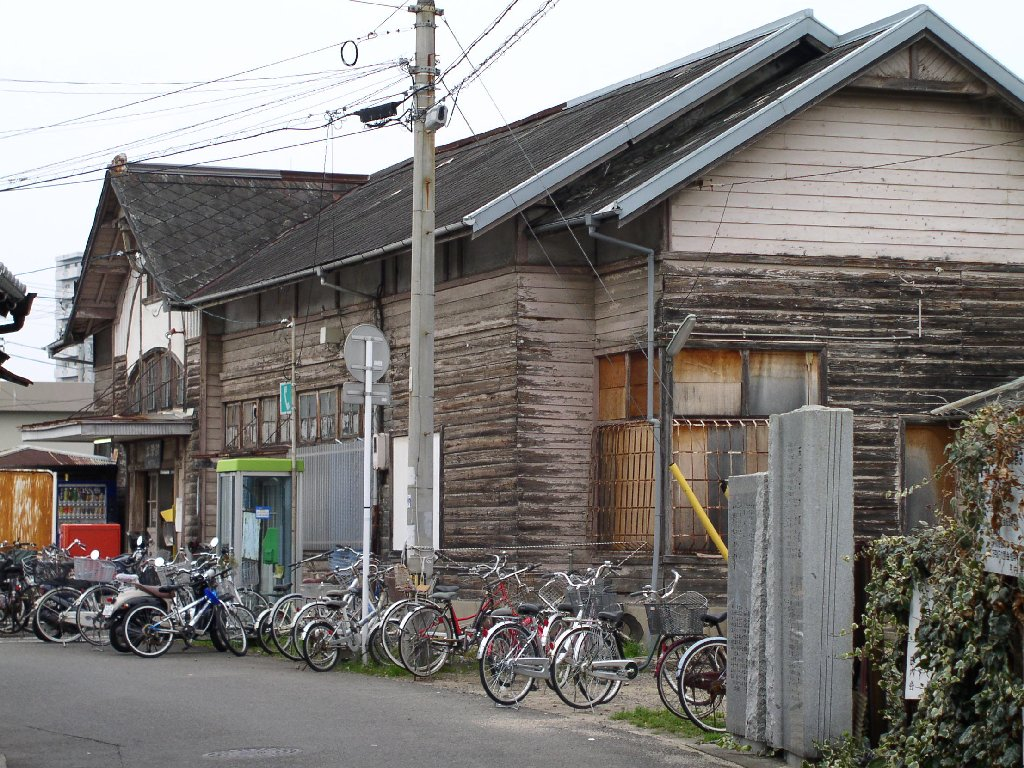
旧駅舎南側
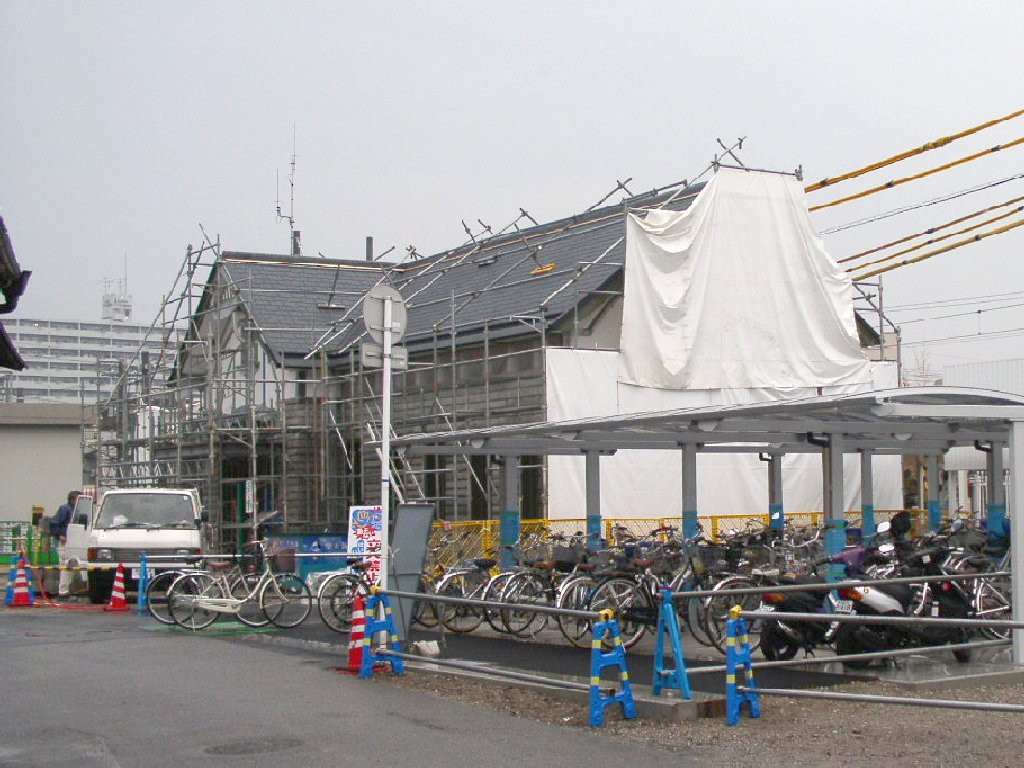
建設中の新駅舎南側（左の写真とほぼ同じ位置より撮影）
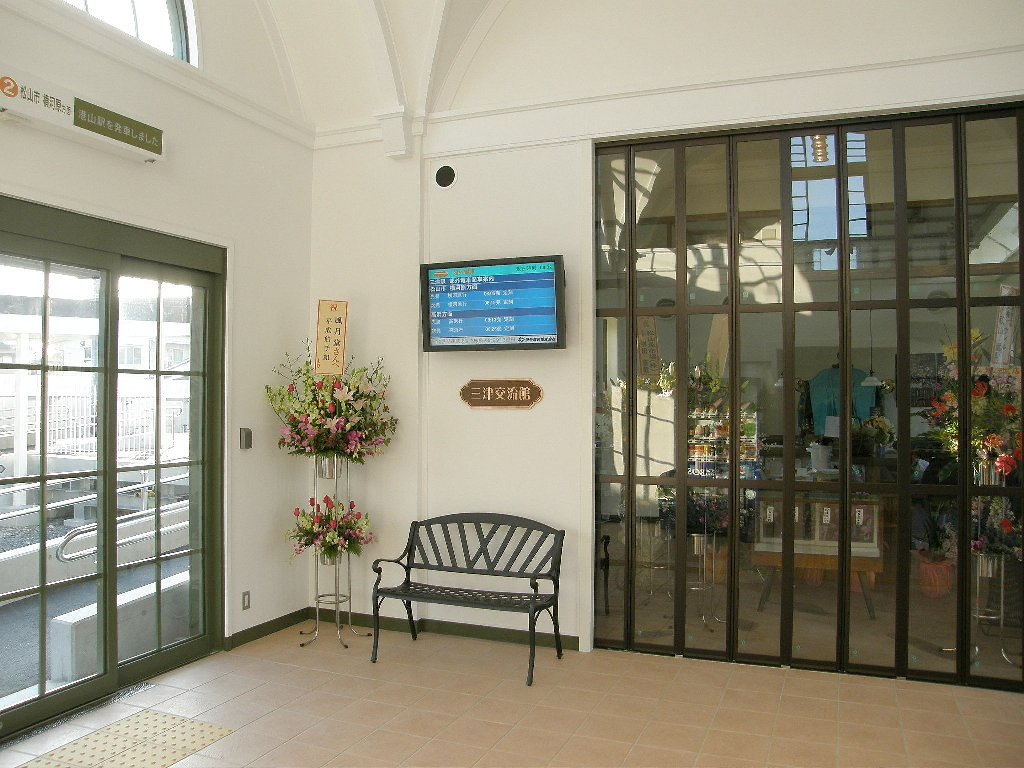
駅舎内
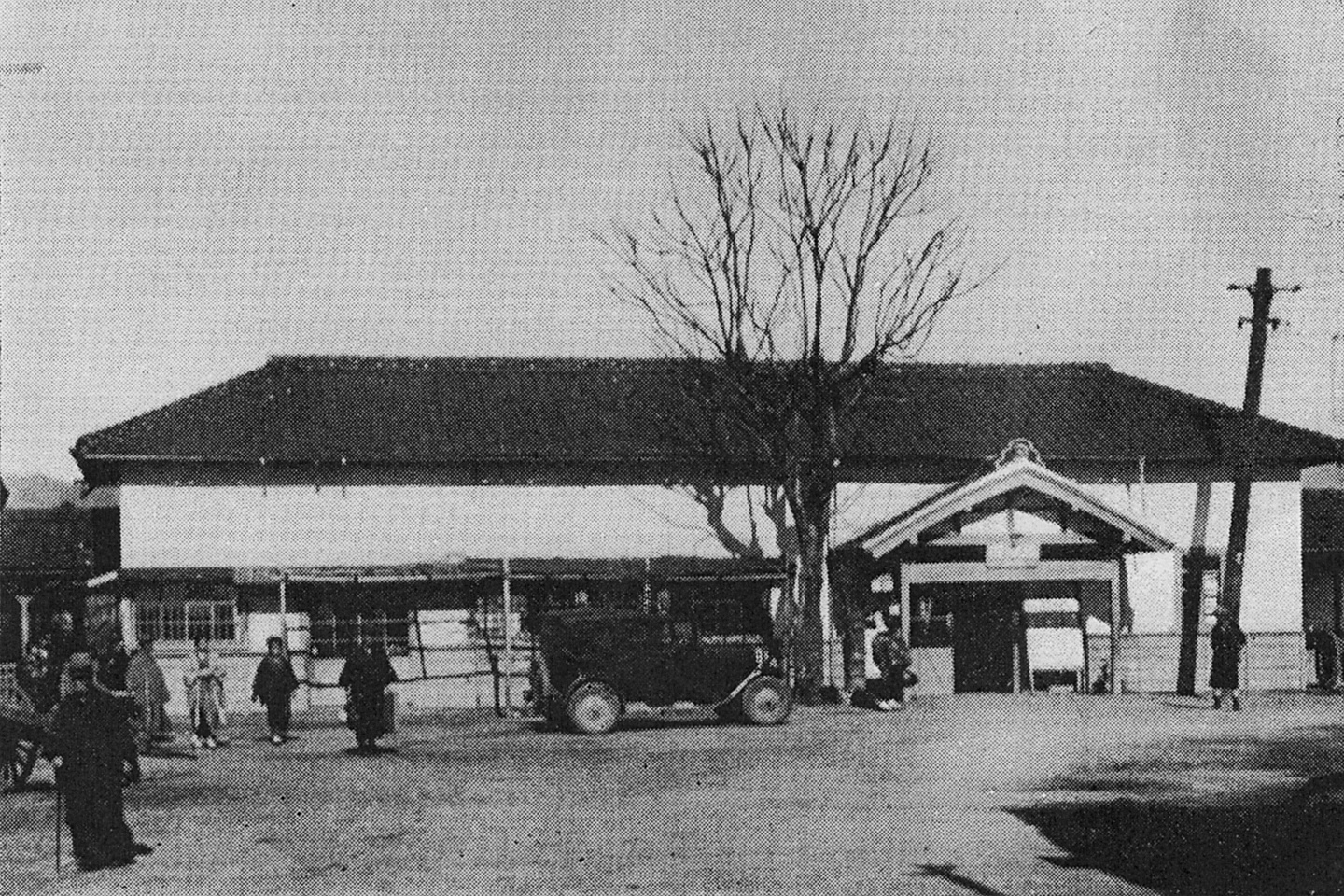
初代駅舎
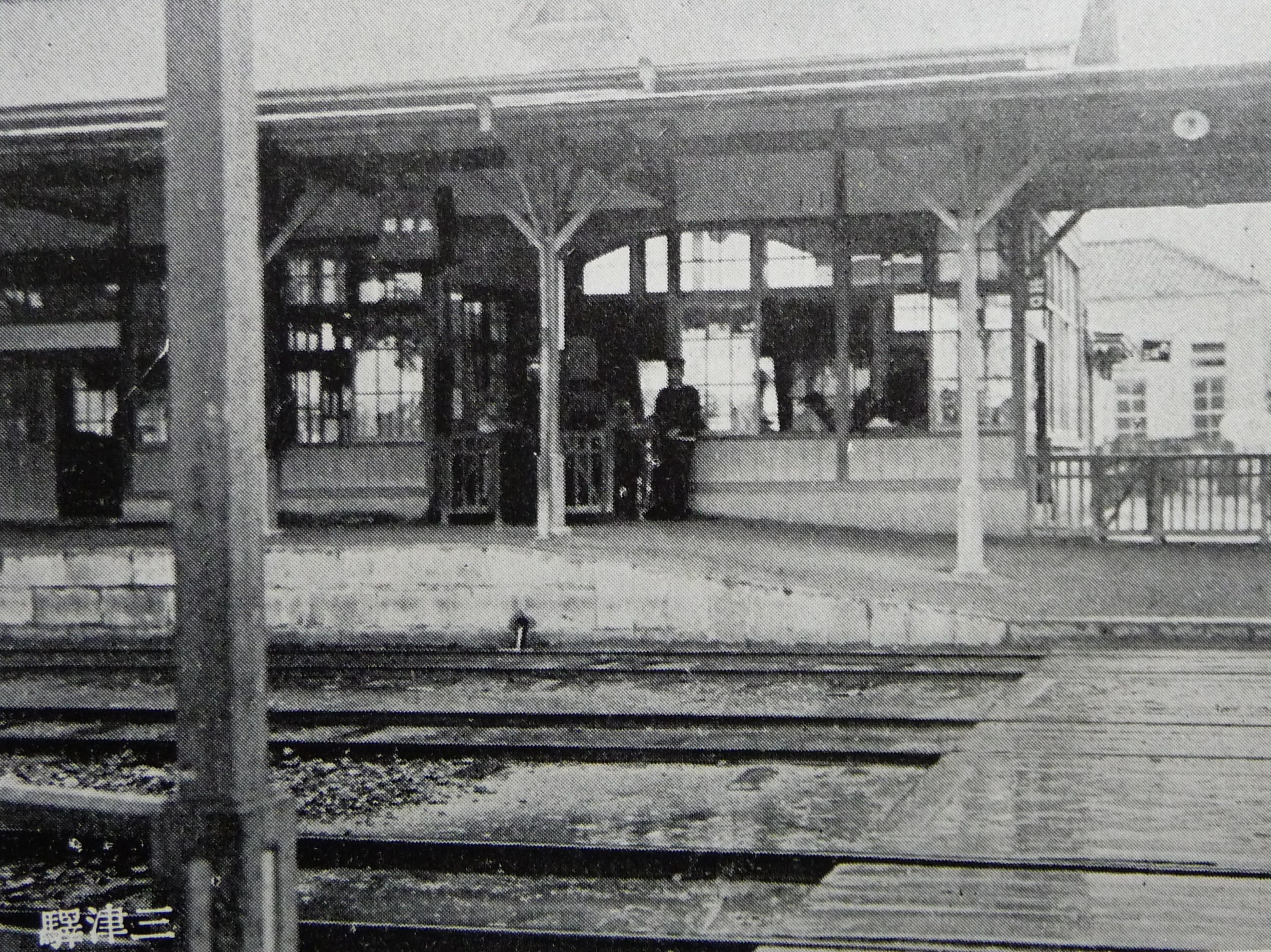
1930年頃の三津駅構内

## 利用状況
1998年（平成10年）時点では2700人/日の発着人員があり、松山市駅を除く高浜線内では1位であった。その後の利用者数は減少が続いていたが、現在はリニューアル工事完成前の2007年（平成19年）のおよそ1900人と比べて増加に転じている。

## 駅周辺
- 四国旅客鉄道（JR四国）予讃線 三津浜駅 - 東へ約800メートル。バスで4分。
- 三津浜港 - 防予フェリー、周防大島 松山フェリー、中島汽船により運航されるカーフェリー航路が発着する。西へ約1キロ[12]。

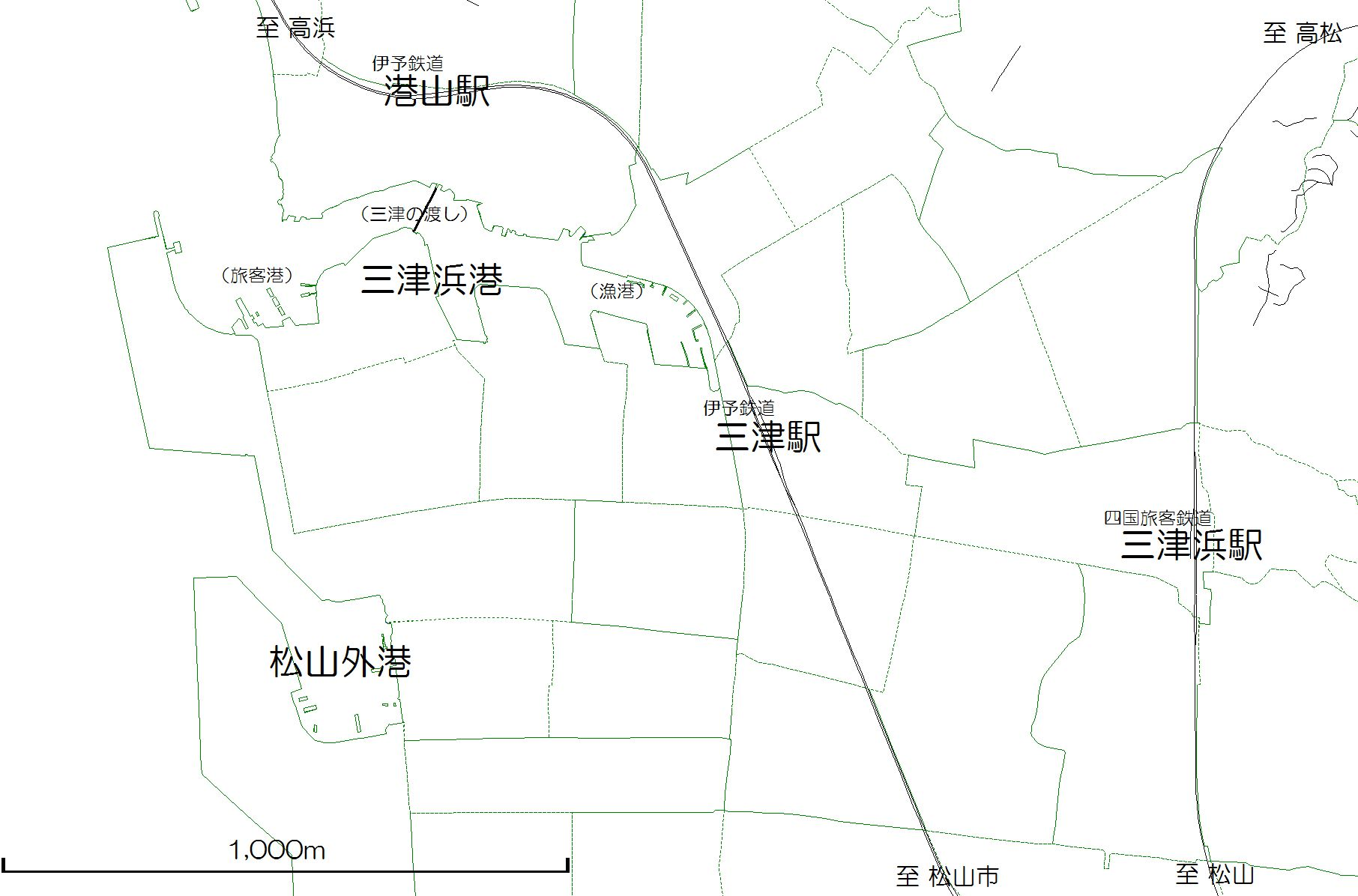
三津浜地区各駅の関係図

- 松山市役所 三津浜支所
- 松山市消防局 西消防署
- 松山市立三津浜図書館
- 松山市三津浜公民館
- 松山市立三津浜小学校
- 松山住吉郵便局
- 伊予銀行 三津浜支店
- セブンスター 三津店
- ホテルAZ 愛媛松山西店
- ラ・ムー 松山西店
- 四国明治 松山工場
- 三津厳島神社

- 三津浜地区各駅の関係図

### バス路線
3代目駅舎の新築と同時に東口が新設され、駅前にはバスロータリーが設置された。当駅と病院、太山寺やJR三津浜駅前を結ぶ三津ループバス（伊予鉄バス）が発着している。なお、このバス路線の新設により高浜線と平行していた伊予鉄バス高浜線が運休になるなど、一部バス路線が再編された。
| 路線番号  | 路線名             | 経路 |
| (37/電連) | 電車連絡三津ループ | 太山寺→すみれ野団地前→三津駅前→JR三津浜駅前→古三津→三本柳済生会病院前→西郵便局前→三津厳島神社前→三津駅前→すみれの団地前→太山寺 |

## 隣の駅
伊予鉄道
■高浜線
港山駅 (IY03) - 三津駅 (IY04) - 山西駅 (IY05)